# Almarudit
Almarudit (Mihajlovic & al., 2004), chemický vzorec (K,Na)(Mn2+,Fe2+,Mg)2(Be,Al)3[Si12O30], je šesterečný minerál. Název je utvořen z latinského jména univerzity ve Vídni – ALma MAter RUDolphin. 

## Vznik
Magmatického původu. V dutinách silikátových xenolitů v lávách bohatých na leucit.

## Morfologie
Tvoří euhedrální krystaly tence tabulkovité podle {001} dosahující maximální velikosti 1,5 mm a síly 0,2 mm.

## Vlastnosti
- Fyzikální vlastnosti: Tvrdost nest., hustota nest., (vypočtená) 2,72 g/cm³, křehký, štěpnost chybí, lom nerovný.
- Optické vlastnosti: Barva: žlutá až oranžová, průhledný až průsvitný, lesk skelný, vryp světle oranžový.
- Chemické vlastnosti: Složení: K 3,36 %, Na 0,48 %Mn 5,66 %, Fe 3,46 %, Mg 0,92 %, Be 1,86 %, Al 2,16 %, Si 33,83 %, O 47,98 %, příměsi Ca, Zn.

## Naleziště

### Německo
Bellerberg (vulkán u Ettringen, východní Eifel).